# سازمان فرودگاه‌های تانزانیا
سازمان فرودگاه‌های تانزانیا (به انگلیسی: Tanzania Airports Authority) (به اختصار TAA) در سال ۱۹۹۹ با تصویب قانون مجلس تأسیس شد. این سازمان مسئول ارائه خدمات فرودگاهی، پشتیبانی زمینی، زیرساخت‌ها و ساخت فرودگاه‌ها در تانزانیا است. این سازمان تحت نظارت وزارت توسعه زیرساخت فعالیت می‌کند.
دفاتر اصلی TAA در دارالسلام و فرودگاه بین‌المللی ژولیوس نیرر واقع شده‌اند.